# Mehmet Ali Ağca
Mehmet Ali Ağca (wym. [mehˈmet aˈli ˈaːdʒa]; ur. 9 stycznia 1958 w Malatya) – turecki zamachowiec, zabójca dziennikarza Abdi İpekçi, 13 maja 1981 na placu św. Piotra w Rzymie dokonał nieudanego zamachu na papieża Jana Pawła II. Związany z organizacją Szare Wilki.
Za swoje czyny odbywał karę we włoskich więzieniach przez prawie 20 lat, po czym na prośbę papieża został ułaskawiony. W Turcji spędził w celi kolejne pięć lat, 12 stycznia 2006 został zwolniony z tureckiego więzienia. 20 stycznia 2006 ponownie został osadzony w więzieniu, tym razem na przedmieściach tureckiej Ankary, a 18 stycznia 2010 wyszedł na wolność.
W 2009 w wywiadzie dla włoskiego czasopisma „Diva e Donna” Ali Ağca oświadczył, że 13 maja 2007 dokonał konwersji na katolicyzm. Wyraził również chęć przyjęcia chrztu w Watykanie.

## Terroryzm
Już jako nastolatek dopuszczał się drobnych przestępstw. Został członkiem gangu ulicznego terroryzującego jego rodzinne miasto. Potem zaczął działać jako przemytnik na granicy turecko-bułgarskiej. Jak sam twierdził, udał się do Syrii, gdzie szkolił się w technikach terrorystycznych. Po powrocie do kraju Ağca przystąpił do Szarych Wilków – tureckiej skrajnie prawicowej organizacji terrorystycznej. Ataki Szarych Wilków na terenie Turcji przyczyniły się do upadku rządu i wprowadzenia w 1980 roku władz wojskowych.
1 lutego 1979 roku z polecenia Szarych Wilków zabił wydawcę lewicowej gazety „Milliyet” Abdi İpekçi w Stambule. Ağca został wydany przez tajnego informatora i turecki sąd skazał go na dożywocie. Według agencji Reutera: „uciekł prawdopodobnie dzięki pomocy sympatyków w służbach bezpieczeństwa”. Znalezione w późniejszym okresie dokumenty wskazują na współpracę Ağcy z Abdullahem Çatlı – płatnym zabójcą, handlarzem narkotyków i działaczem ruchu nacjonalistycznego. Çatlı rozpracowywał i zwalczał na polecenie tureckiego reżimu, środowiska lewicowe oraz PKK i ASALA.

## Zamach na Jana Pawła II

### Podłoże zamachu
Jedna z hipotez dotyczącą motywacji do popełnienia morderstwa jest inspiracja ze strony władz ZSRR. Wybór Karola Wojtyły na papieża w 1978 roku, odebrany został przez rządy Związku Radzieckiego i państw bloku wschodniego bardzo negatywnie. Działalność polityczna i duszpasterska papieża stanowiła dla komunistycznej propagandy ogromne wyzwanie, za jeden z jej rezultatów uznawano m.in. powstanie „Solidarności” w Polsce w sierpniu 1980 roku. Podważyło ono władzę komunistów w Polsce, a sam papież był postrzegany przez KGB jako zagrożenie dla pozycji ZSRR na świecie.
Sam Ağca zostawił w pensjonacie list, w którym napisał między innymi, że chce pokazać światu imperialistyczne zbrodnie Związku Radzieckiego i Stanów Zjednoczonych. Dziennikarze „Le Monde Diplomatique” ustalili, że zamach sfinansował Abdulah Catli za sumę 3 000 000 marek pochodzących od organizacji Szarych Wilków.

### Przebieg
Na początku września 1980 był przerzucany przez szereg śródziemnomorskich miast. Zmieniał przy tym paszporty oraz tożsamości, najprawdopodobniej, aby ukryć, że swoją podróż rozpoczął w Sofii. Do Rzymu przyjechał 10 maja 1981 pociągiem z Mediolanu. Ağca twierdził, że spotkał się tam z trzema innymi spiskowcami: jednym Turkiem i dwoma Bułgarami. Jego zdaniem całą operacją dowodził Ziło Wassiłew, attaché wojskowy Bułgarii w Rzymie.
W planowanym zamachu miał uczestniczyć, oprócz Ağcy, drugi strzelec, Oral Celik. Po oddaniu strzałów spiskowcy planowali, że rzucą w tłum mały ładunek wybuchowy i zbiegną korzystając z paniki. Potem mieli schronić się w bułgarskiej ambasadzie. Późnym popołudniem 13 maja 1981 roku spiskowcy udali się na plac św. Piotra. Papamobile jak zwykle przemierzał tłum pielgrzymów, papież błogosławił wiernych z całego świata. O godzinie 17:19 Ağca oddał dwa strzały. Kule przeszyły brzuch oraz rękę papieża. Ranne zostały też dwie przypadkowe kobiety. Najpierw zakonnica a potem włoscy karabinierzy obezwładnili Ağcę, który nie zdołał już oddać kolejnych strzałów ani użyć bomby. Przerażony Celik wpadł w panikę – nie użył broni, zniknął w tłumie. Rannego papieża przewieziono do kliniki Gemelli, gdzie został poddany operacji ratującej życie.

### Ustalenia dotyczące inspiracji zamachu
Ağca twierdził przez pewien czas, że był członkiem Ludowego Frontu Wyzwolenia Palestyny, ale Palestyńczycy zaprzeczyli tym wypowiedziom. Później stwierdził, że spotkał w Sofii agenta wywiadu bułgarskiego, który za zamordowanie papieża oferował mu 3 mln ówczesnych marek niemieckich. Jego zdaniem Bułgarzy byli kierowani przez KGB, które nie mogło darować wsparcia jakiego papież udzielił „Solidarności”. Ağca podawał wiele wykluczających się wersji tych wydarzeń. Niektóre z osób badających sprawę Ağcy, jak Edward Herman i Michael Parenti, twierdziły, że historia terrorysty ma wiele luk. Ich zdaniem Ağca nie wspominał o Bułgarach aż do momentu, gdy odwiedzili go agenci włoskiego wywiadu, którzy postulowali tezę o bułgarskim śladzie. O losie Ağcy zadecydował włoski sąd. Zamachowiec został skazany na dożywocie.
Przed sąd trafił też Sergej Antonow, którego aresztowano w oparciu o zeznania zamachowca. Jednak po trwającym trzy lata procesie uznano go za niewinnego ze względu na brak dowodów. Sąd uznał zeznania Ağcy za sprzeczne. Szczególnie wiarygodność zamachowca miały podważać twierdzenia, jakoby był Jezusem. Bułgarzy zawsze twierdzili, że nie mają związku z historią Ağcy, którą wymyśliła antykomunistyczna propaganda. Ich zdaniem Szare Wilki były wspierane przez wywiad włoski oraz CIA. W swojej książce Edward Herman stwierdził, że jego zdaniem głośny zwolennik śladu bułgarskiego, Michael Ledeen, działał na usługach amerykańskiego wywiadu.
Ferdinando Imposimato, włoski prokurator, który prowadził dochodzenie w sprawie zamachu, stwierdził, że Ağca w prywatnych rozmowach w latach 1997–2000 potwierdził bułgarski udział w spisku. Imposimato wyraził opinię, że były turecki terrorysta może stać się celem zabójców działających na zlecenie następców KGB.

## Jan Paweł II wobec Ağcy
Zaraz po zamachu w przekazie nadanym przez Radio Watykańskie papież powiedział:
| Modlę się za brata, który zadał mi cios, i szczerze mu przebaczam. |

Po zamachu papież spotkał się z Ağcą i wybaczył mu winy, jednak nie ingerował w jego proces. 20 lutego 1987 papież przyjął matkę Mehmeta, Muzeyyen Ağcę, na prywatnej audiencji. W 1999 roku Jan Paweł II wystąpił z prośbą o ułaskawienie zamachowca Alego Agcy. W czerwcu 2000 roku prezydent Włoch, Carlo Azeglio Ciampi, ułaskawił Ağcę. Nakazał też jego ekstradycję do Ankary.
Dwa miesiące przed śmiercią papieża, który był już ciężko chory, Ağca wysłał do niego list, życząc mu zdrowia oraz ostrzegając przed zbliżającym się końcem świata. W swojej ostatniej książce Pamięć i tożsamość, Jan Paweł II opisał swoje przeżycia związane z zamachem z 1981 roku. Trzy dni przed śmiercią papieża Ağca udzielił wywiadu, w którym stwierdził, że w spisku na życie Jana Pawła II brały udział osoby z Watykanu, które mu w nim pomogły. Potem jednak zaprzeczył, że udzielił takiej wypowiedzi.
Po śmierci papieża brat Ağcy, Adnan, udzielił wywiadu, w którym powiedział, że rodzina zamachowca jest w żałobie po śmierci papieża, który był ich wielkim przyjacielem. Sam Ağca chciał wziąć udział w jego pogrzebie, jednak władze tureckie odmówiły mu przepustki z więzienia.

## Ağca a Polska

### Wniosek o polskie obywatelstwo
2 maja 2008 pojawiła się informacja, że Ağca wystąpił o nadanie mu polskiego obywatelstwa. Prezydent Lech Kaczyński odmówił tej prośbie.

### Wywiad z polskim dziennikarzem
W 2016 roku Ali Ağca zgodził się na pierwszy wywiad z polskim dziennikarzem, Jackiem Tacikiem (TVN24). Do rozmowy doszło po trzech latach.
Agca był lekko znudzony, kiedy musiał odpowiadać na pytania dotyczące samego zamachu. On na nie odpowiada od 36 lat. Dużo bardziej chciał mówić o Fatimie, cytując go – „o planie boskim”. Kiedy mówił o tym, był bardzo pobudzony, podnosił głos.